# Erste Ungarisch-Galizische Eisenbahn

Die Strecke der Ersten Ungarisch-Galizischen Eisenbahn

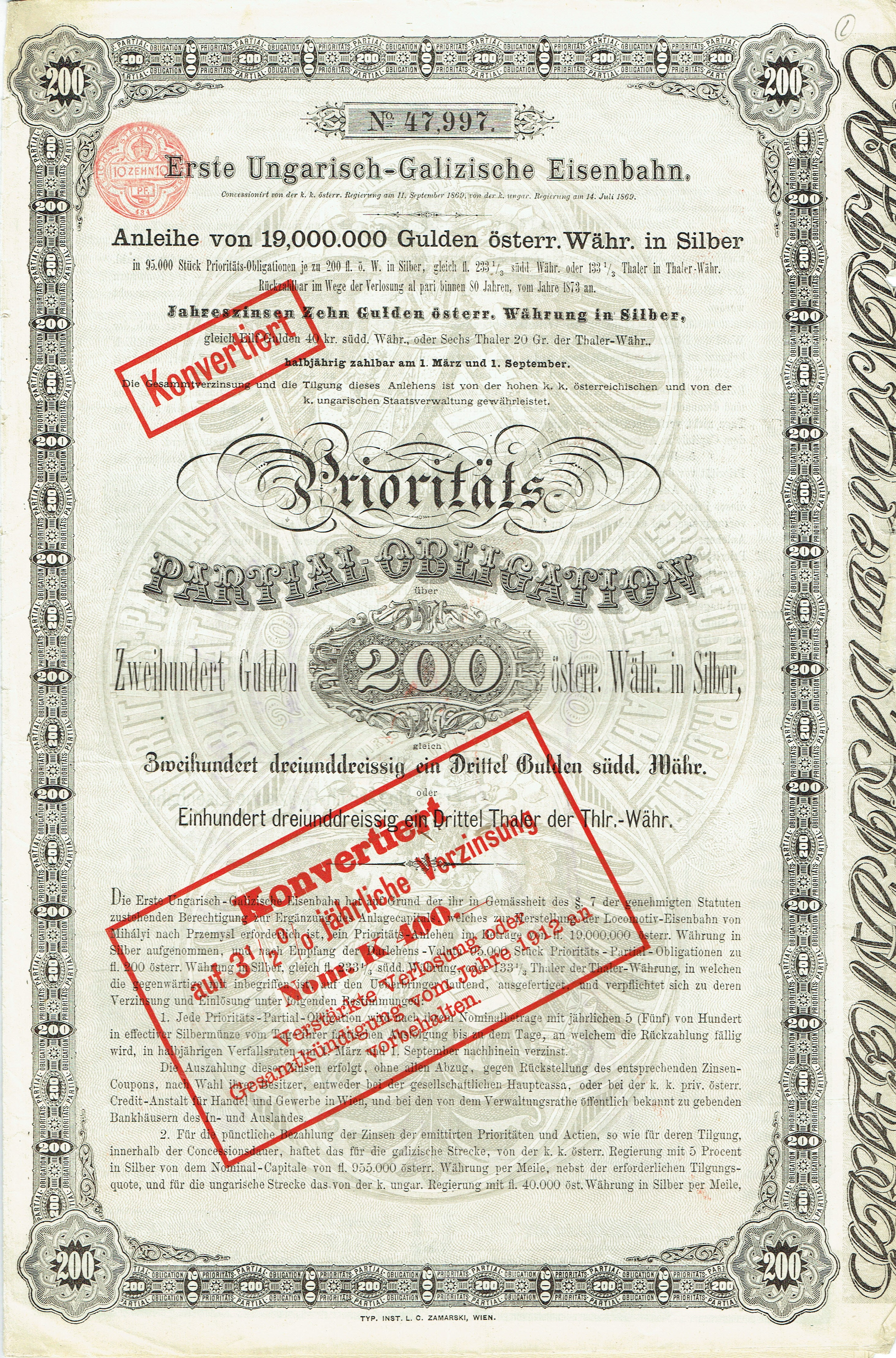
Anleihe der Ersten Ungarisch-Galizischen Eisenbahn vom 31. Dezember 1870

Die Erste Ungarisch-Galizische Eisenbahn (EUGE), ungarisch Első Magyar-Gácsországi Vasút (EMGV) war ein privates Eisenbahnunternehmen in Österreich und Ungarn.

## Geschichte
Die Konzession für den ungarischen Teil wurde am 14. Juli 1869, die für den österreichischen Teil am 11. September 1869 erteilt. Die Eröffnung der Teilstrecken erfolgte von 25. Dezember 1871 bis 30. Mai 1874.
Die baulich größte Herausforderung der EUGE war der große Łupkówer Tunnel durch die Karpaten, bei dessen Bau die EUGE in derartige finanzielle Schwierigkeiten geriet, dass sowohl Österreich als auch Ungarn unterstützend eingriffen.
Eröffnungsdaten
| Abschnitt                                     | Länge (in Kilometern) | Eröffnungsdatum   |
| --------------------------------------------- | --------------------- | ----------------- |
| Legenyemihályi – Homonna                      | 64,62                 | 25. Dezember 1871 |
| Przemyśl – Chyrów                             | 33,19                 | 13. Mai 1872      |
| Chyrów – Krościenko                           | 19,40                 | 1. Juli 1872      |
| Krościenko – Ustrzyki Dolne                   | 8,09                  | 3. September 1872 |
| Ustrzyki Dolne – Komańcza                     | 70,26                 | 12. November 1872 |
| Komańcza – Łupków                             | 13,75                 | 18. Dezember 1872 |
| Homonna – Łupkówer Tunnel – Legenyemihályi    | 55,42                 | 12. Juni 1873     |
| Łupkówer Tunnel (ungarisch-galizische Grenze) | 0,416                 | 30. Mai 1874      |

Vom 1. Mai 1876 bis zum 31. Dezember 1883 übernahm die EUGE die Betriebsführung auf den Strecken Chyrów–Drohobycz–Stryj und  Drohobycz–Borysław der Dniester Bahn.
Ab 1. Jänner 1889 wurde der Betrieb auf der EUGE von den österreichischen (kkStB) und von den ungarischen (MÁV) Staatsbahnen geführt. Danach war die Strecke der EUGE in eine österreichische von Przemyśl bis zur ungarisch-galizischen Grenze und eine ungarische bis Mihályi (heute slowakisch Michaľany) unterteilt. Mit dem 1. April 1905 wurde der österreichische Streckenteil verstaatlicht.

## Lokomotiven
| Lokomotiven der Ersten Ungarisch-Galizischen Eisenbahn | Lokomotiven der Ersten Ungarisch-Galizischen Eisenbahn | Lokomotiven der Ersten Ungarisch-Galizischen Eisenbahn | Lokomotiven der Ersten Ungarisch-Galizischen Eisenbahn | Lokomotiven der Ersten Ungarisch-Galizischen Eisenbahn | Lokomotiven der Ersten Ungarisch-Galizischen Eisenbahn | Lokomotiven der Ersten Ungarisch-Galizischen Eisenbahn | Lokomotiven der Ersten Ungarisch-Galizischen Eisenbahn | Lokomotiven der Ersten Ungarisch-Galizischen Eisenbahn | Lokomotiven der Ersten Ungarisch-Galizischen Eisenbahn |
| ------------------------------------------------------ | ------------------------------------------------------ | ------------------------------------------------------ | ------------------------------------------------------ | ------------------------------------------------------ | ------------------------------------------------------ | ------------------------------------------------------ | ------------------------------------------------------ | ------------------------------------------------------ | ------------------------------------------------------ |
| EUGE-Serie                                             | EUGE-Nr.                                               | Anzahl                                                 | Hersteller                                             | Baujahr                                                | Achsformel                                             | kkStB-Nr.                                              | MÁV 1. Schema                                          | MÁV 2. Schema                                          | MÁV 3. Schema                                          |
| II                                                     | 8", 9", 21", 22, 27–29                                 | 7                                                      | Sigl/Wr. Neustadt, Wr. Neustadt, MÁVAG                 | 1874–1886                                              | 1B n2                                                  | 19.01–03                                               | 1001–1004                                              | 1037, 1261–1263                                        | 238,037, 241,001–003                                   |
| III                                                    | 1–7, 10–20, 23–26                                      | 22                                                     | Sigl/Wr. Neustadt, Wr. Neustadt                        | 1871–1885                                              | C n2                                                   | 46.18–25, 29–32                                        | 1005–1014                                              | 2113–2122                                              | 335,113–122                                            |
| IV                                                     | 8, 9, 21                                               | 3                                                      | Sigl/Wr. Neustadt                                      | 1872                                                   | D n2                                                   |                                                        | 126–128                                                | 4030–4032                                              | 441,030–032                                            |

## Strecken
- Legenyemihályi–Łupków (in Ungarn)
- Łupków–Chyrów–Przemyśl (in Österreich)